# Střítež u Kaplice
Střítež (deutsch Tritesch, auch Zitesch) ist eine Gemeinde mit 394 Einwohnern (2006) in Tschechien. Sie liegt sechs Kilometer nordwestlich von Kaplice und gehört zum Okres Český Krumlov. Die Katasterfläche beträgt 838 ha. Sitz der Gemeinde ist Kaplice-nádraží.

## Geographie
Der Ort befindet sich in 675 m ü. M. in den Poluška-Bergen am Nordhang des 748 m hohen Hájky.  Nördlich von Střítež verläuft die Staatsstraße 157 zwischen Český Krumlov und Besednice.
Nachbarorte sind Zubčická Lhotka und Zvíkov im Norden, Netřebice im Nordosten, Kaplice-nádraží im Osten, Rejty, Osovský und Lannovy Domky im Südosten, Buchtice und Malý Chuchelec im Süden, Horní Pláně im Südwesten, Dolní Pláně im Westen, sowie V Háji und Zubčice im Nordwesten.

### Gemeindegliederung
Die Gemeinde Střítež besteht aus den Ortsteilen Kaplice-nádraží (Bahnhof Kaplitz, früher Neu Wirtshaus), Raveň (Rabus) und Střítež sowie den Weilern und Einschichten Lannovy Domky, Malý Chuchelec (Klein Kuchlitz), Osovský (Ossowsky), Rejty und Velký Chuchelec (Groß Kuchlitz). Auf den Gemeindefluren liegt die Wüstung Boly (Wolluben).

### Nachbargemeinden
|                    | Netřebice                                   |         |
| Věžovatá Pláně     | Kompassrose, die auf Nachbargemeinden zeigt | Kaplice |
| Rožmitál na Šumavě | Omlenice                                    |         |

## Geschichte
Die erste Nachricht über den Ort Trzietez stammt aus dem Jahre 1358.
1869 entstand sechs Kilometer nördlich von Kaplitz ein Bahnhof der Summerauer Bahn, da die Stadt selber keinen Bahnanschluss bekam.
Nach 1945 wurde Střítež nach Kaplice eingemeindet. Seit dem 1. Januar 1994 ist der Ort wieder eine selbstständige Gemeinde.

## Sehenswürdigkeiten
- Die Michaelskirche (Kostel sv. Michala Archanděla) wurde 1806 anstelle eines abgebrannten, hölzernen Kirchleins errichtet.

## Politik
Die Gemeinde ist Mitglied der von der EU geförderten Organisation Místní akční skupiny Pomalší („Lokale Aktionsgruppe Maltsch“) mit Sitz in Velešín.